# Lactobacillus paracasei DG
Lactobacillus paracasei DG (L. casei DG; L. paracasei CNCM I-1572) — штамм молочнокислой бактерии Lactobacillus paracasei. Штамм выживает в условиях желудка и кишечника, поддерживает полезную микробиоту и тормозит рост патогенных бактерий , вследствие чего используется в терапии язвенного колита, дивертикулярной болезни кишечника , синдрома раздраженной кишки .

## Биохимия
L. paracasei DG обладают умеренной адгезией к слою энтероцитоподобных клеток линии Caco-2 (около 300 бактерий на 100 клеток Caco-2) . Взаимодействие штамма DG с энтероцитами опосредовано экзополисахаридом DG-EPS, который образовае повторяющимся олигосахаридным блоком, состоящим из L-рамнозы, D-галактозы, и W-ацетил-D-галактозамина в соотношении 4:1:1. Экзополисахарид DG-EPS стимулирует иммунную систему человека 

## Геномика
Сравнительный анализ с другими геномами L.paracasei привел к идентификации в геноме штамма DG регионов EPS-a и EPS-b, предположительно кодирующих ферменты биосинтеза экзополисахарида DG-EPS. Нуклеотидные последовательности, схожие с регионом EPS-a, представлены и в других геномах L. Paracasei. Регион EPS-b размером 13000 нуклеотидов, кодирующий несколько предполагаемых гликозилтрансфераз, и включает регион размером около 7000 нуклеотидов, для которой в GenBank не было найдено совпадения с другими последовательностями .

## Наличие в составе пробиотиков
Штамм L.paracasei DG (CNCM I-1572) доступен в составе пробиотических продуктов: в препаратах линии «Энтеролактис» (пр-во Софар, Италия), где встречается в дозировках 1…25 млрд КОЕ/сут (капсулы, капли и другие формы).

## Жизнеспособность в ЖКТ человека
Штамм L.casei DG, при условии приёма внутрь в виде свежеприготовленного раствора в смеси с пребиотиками непосредственно перед употреблением, хорошо выживает в ЖКТ, проявляя устойчивость к действию желудочного сока, гидролитических ферментов, желчных кислот и сохраняется в кишечнике в течение нескольких суток. Например, в клиническом исследовании группы детей 3–12 лет (n=20), получавших L.casei DG в виде питьевого раствора (109 КОЕ/сут, 1 нед.), максимум содержания L.casei DG в кишечном транзите достигался к 5-му дню терапии .
Методом полимеразно-цепной реакции (ПЦР) были проведены оценки содержания L.casei DG в кишечном транзите после приёма здоровыми взрослыми добровольцами (n=20). Оценки показали, что данный штамм может выживать в кишечном транзите при 37 °C не менее 48 ч без значимого снижения числа жизнеспособных лактобактерий . Жизнеспособные лактобактерии L.casei DG определялись в образцах кала добровольцев на протяжении 5 суток после прекращения приема пробиотика. Штамм L.casei DG более устойчив к воздействию ряда антибиотиков (канамицина, стрептомицина, тетрациклина), чем, например, эталонный штамм L.paracasei LMG 12586, использующийся в исследованиях устойчивости лактобактерий к антибиотикам .

## Нормализация профиля микробиоты
В эксперименте у мышей, антибиотики широкого спектра действия (ампициллин, стрептомицин, клиндамицин) нарушали профиль микробиоты. Последующий приём L.casei DG приводил к нормализации профиля микробиоты.  При воспроизведении модели дисбактериоза, вызванного антибиотиками, снижались количества бактерий, расщепляющих пищевые волокна (Roseburia, Lachnospira, Lachnobacterium, Lachnoclostridium, Dorea, Acetatifactor, Ruminococcaceae, Oscillospira, Eubacterium, p<0.05). Приём L.casei DG, наоборот, повышал количество Lachnospiraceae, причем их количество достигало уровня, сравнимого с интактным контролем. Приём L.casei DG также снижал количество Enterococcaceae и Bacillaceae (p<0.05) . 
L.casei DG проявляет антибактериальный эффект по отношению к патогенным бактериям. Например, в экспериментальном исследовании было продемонстрировано антимикробное действие пробиотика L.casei DG на бактерии зубного налета. Биоптаты, включавшие бактерии Staphylococcus, Streptococcus, Pasteurella и Neisseria, были взяты от собак с различными заболеваниями зубов. При инкубации в течение 24 часов in vitro штамм L.casei DG оказывал бактерицидное действие на все анализируемые виды патогенных бактерий. Антимикробный эффект оценивали посредством измерения радиуса зоны подавления роста при помещении пробиотика на культуру бактерий в агар-агаре. Наиболее выраженный  бактерицидный эффект отмечен по отношению к бактериям S.medius, S. epidermidis, S.suis, которые известны как высокопатогенные бактерии полости рта .
В исследовании здоровых добровольцев было установлено, что приём L.casei DG (24•109 КОЕ/сут, 4 нед.) увеличивал пропорцию бактериальных родов Blautia:Coprococcus в сторону повышения количества бактерий Blautia, что соответствует улучшению функционального профиля микробиоты кишечника . Таким образом, штамм L.casei DG не только выживает в условиях ЖКТ и проявляет резистентность к определенным антибиотикам, но и может оказывать антибактериальное действие против патогенных бактерий.

## Клинические исследования штамма
Дополнение стандартной терапии пробиотиком L.casei DG (16•109 КОЕ/сут) обеспечивает высокий уровень эрадикации H.pylori, причём L.casei DG  способствует снижению выраженности побочных эффектов. Например, низкая эффективность эрадикации H.pylori на основе комбинации «левофлоксацин+доксициклин» может быть повышена при использовании штамма L.casei DG. В группе пациентов, не ответивших на два и более курсов эрадикации  H.pylori (n=142, 30% мужчин, возраст 53±12 лет), применение L.casei DG достоверно повышало частоту успешной эрадикации H.pylori (55%, контроль - 43%) .
В другом исследовании пациенты с персистирующей инфекцией H.pylori (n=60), получали стандартную терапию (ранитидин висмут цитрат 800 мг/сут, эзомепразол или пантопразол 40 мг/сут, амоксициллин 3 г/сут, тинидазол 1000 мг/сут). Затем, группа пациентов была рандомизирована на приём L.casei DG (n=34) и контроль (n=26). 33 из 34 пациентов принимавших L.casei DG были хеликобактер-негативными; у 5 из 34 пациентов наблюдались умеренные побочные эффекты, не приводившие к прекращению терапии. В контроле побочные эффекты наблюдались у 13 из 32 пациентов (40.6%), причём у 2 пациентов (5.7%) наблюдались тяжелые побочные эффекты, требовавшие прекращения эрадикационной терапии .
L.casei DG может успешно использоваться в профилактике и терапии  дивертикулярной болезни кишечника. Анализ биоптатов слизистой оболочки ободочной кишки от пациентов с дивертикулярной болезнью показал, что слизистая таких пациентов характеризуется разной степенью реактивности в отношении бактериальных патогенов. L.casei DG играет важную роль в нейтрализации провоспалительных эффектов энтероинвазивных штаммов E.coli. Энтероинвазивные E.coli способствуют значительному повышению высвобождения NO, в то время как добавление L.casei DG к биопсийному материалу ингибирует избыточную секрецию NO .
Терапия L.casei DG (16•109 КОЕ/сут, 10 дней/месяц, 2 года) эффективна для поддержания долгосрочной ремиссии дивертикулярной болезни толстой кишки (n=75). После терапии  L.casei DG 87% пациентов характеризовались стойкой ремиссией без каких-либо симптомов. У четырех пациентов (5.33%), которые приостановили лечение, отмечались рецидивы симптомов (100%), а у 2 из них развился дивертикулит (50%) .
Приём пробиотика на основе L.casei DG способствует более успешному поддержанию ремиссии у пациентов с неосложненной дивертикулярной болезнью кишечника (n=210) . Комбинация мезалазина (800 мг/сут) и L.casei DG более эффективна для предотвращения рецидивов дивертикулярной болезни толстой кишки (96%), чем использование только месалазина (76%) . Штамм L.casei DG рекомендован Всемирной Организацией Гастроэнтерологии для применения при неосложненной симптоматической дивертикулярной болезни (Февраль 2017, с. 23) .
Штамм L.casei DG ослабляет воспалительный ответ слизистой оболочки кишечника биоптатов, взятых от пациентов с инфекционным синдромом раздраженного кишечника (n=10). Обработка штаммом L.casei DG культур слизистой подвздошной кишки и толстой кишки значительно снижала уровни мРНК провоспалительных цитокинов и толл-рецептора TLR-4, в то время как экспрессия мРНК противовоспалительного ИЛ-10 увеличивалась .